# Irlanda en los Juegos Paralímpicos de Río de Janeiro 2016
Irlanda estuvo representada en los Juegos Paralímpicos de Río de Janeiro 2016 por un total de 44 deportistas, 30 hombres y 14 mujeres.

## Medallistas
El equipo paralímpico irlandés obtuvo las siguientes medallas:
| Nombre               | Deporte           | Evento                              |
| -------------------- | ----------------- | ----------------------------------- |
| Oro                  |                   |                                     |
| Jason Smyth          | Atletismo         | 100 m T13 masculino                 |
| Michael McKillop     | Atletismo         | 1500 m T37 masculino                |
| Katie-George Dunlevy | Ciclismo en ruta  | Contrarreloj B femenino             |
| Eoghan Clifford      | Ciclismo en ruta  | Contrarreloj C3 masculino           |
| Plata                |                   |                                     |
| Niamh McCarthy       | Atletismo         | Disco F41 femenino                  |
| Orla Barry           | Atletismo         | Disco F57 femenino                  |
| Katie-George Dunlevy | Ciclismo en ruta  | Ruta B femenino                     |
| Colin Lynch          | Ciclismo en ruta  | Contrarreloj C2 masculino           |
| Bronce               |                   |                                     |
| Noelle Lenihan       | Atletismo         | Disco F38 femenino                  |
| Eoghan Clifford      | Ciclismo en pista | Persecución individual C3 masculino |
| Ellen Keane          | Natación          | 100 m braza SB8 femenino            |